# Michael Levin
Michael E. Levin (nacido el 21 de mayo de 1943) es un filósofo, profesor universitario y escritor estadounidense. Sostiene que los negros son genéticamente menos inteligentes, menos morales y más criminales que sus pares blancos, hecho por el que ha sido tachado de supermacista blanco. Tiene además posturas antifeministas y homofobicas.
Ha publicado sobre metafísica, epistemología, raza, homosexualidad, derechos de los animales, filosofía de la arqueología, filosofía de la lógica, filosofía del lenguaje y filosofía de la ciencia.
Los principales intereses de investigación de Levin están en la epistemología (problema de Gettier y de fiabilidad) y en la filosofía de la raza, esto último lo convirtió en un gran colaborador con el think tank supremacista blanco American Renaissance.

## Estudios y carrera académica
Egresó de la escuela secundaria de Stuyvesant en 1960.
En 1964 obtuvo un B.A. de la Universidad Estatal de Míchigan. Fue profesor de la Universidad de Columbia mientras cursaba un Ph.D.
A los 26 años, y luego de egresar como Doctor en Filosofía con una tesis sobre Wittgenstein y la filosofía de las matemáticas, fue contratado como profesor titular de Universidad de la Ciudad de Nueva York, en la que trabajó la mayor parte de su carrera.

## Libros
- Metaphysics and the Mind-Body Problem (Oxford University Press, 1979)
- Feminism and Freedom (Transaction, 1987)
- Why Race Matters (Prager, 1997)
- Sexual Orientation and Human Rights (junto a Laurence Thomas) (Rowman and Littlefield, 1999)